# Bodedia dimorpha
Bodedia dimorpha là một loài tò vò trong họ Ichneumonidae.